# Blood Money (film, 2017)
Pour les articles homonymes, voir Blood Money.
Pour plus de détails, voir Fiche technique et Distribution.
Blood Money est un film américain réalisé par Lucky McKee, sorti en 2017.

## Fiche technique
- Titre : Blood Money
- Réalisation : Lucky McKee
- Scénario : Jared Butler et Lars Norberg
- Musique : Matt Gates
- Photographie : Alex Vendler
- Montage : Zach Passero
- Production : David Buelow, Lee Nelson et David Tish
- Société de production : Envision Media Arts et Hoylake Capital
- Société de distribution : Saban Films (États-Unis)
- Pays :  États-Unis
- Genre : Policier, drame et thriller
- Durée : 100 minutes
- Dates de sortie : 
  -  États-Unis : 13 octobre 2017

## Distribution
- Ellar Coltrane : Victor
- Willa Fitzgerald : Lynn
- Jacob Artist : Jeff
- John Cusack : Miller
- Ned Bellamy : ranger
- Antonio J Bell : kayakiste
- Johanna McGinley : femme ivre

## Accueil
Le film a reçu un accueil moyen de la critique. Il obtient un score moyen de 42 % sur Metacritic.